# تينا هاو
تينا هاو (بالإنجليزية: Tina Howe)‏ هي كاتِبة وكاتبة مسرحية أمريكية، ولدت في 21 نوفمبر 1937 في نيويورك في الولايات المتحدة.

## وصلات خارجية
- تينا هاو على موقع IMDb (الإنجليزية)
- تينا هاو على موقع قاعدة بيانات برودواي على الإنترنت (الإنجليزية)
- تينا هاو على موقع قاعدة بيانات الفيلم (الإنجليزية)